# Агайманська волость
Агайманська волость — адміністративно-територіальна одиниця Мелітопольського повіту Таврійської губернії.
Станом на 1886 рік — складалася з 2 поселень, 2 сільських громад. Населення — 6348 осіб (3323 осіб чоловічої статі та 3025 — жіночої), 956 дворових господарств.
|                     | Площа, десятин | У тому числі орної, дес. |
| ------------------- | -------------- | ------------------------ |
| Сільських громад    | 22769          | 14000                    |
| Приватної власності | 2243           | 2168                     |
| Іншої власності     | 170            | 170                      |
| Загалом             | 30074          | 23816                    |

Поселення волості:
- Агаймани — село при балці Сенрогаз-Гойман за 93 версти від повітового міста, 4955 осіб, 576 дворів, православна церква, школа, ощадно-позикове товариство, 10 лавок, рейнський погріб, ярмарок 14 вересня. За 10 верст — школа.
- Торгаївка — село при балці Сенрогаз-Гойман, 1393 особи, 180 дворів, православна церква, школа, 3 лавки.